# Церква Святого Великомученика Юрія Переможця (Іванівка)

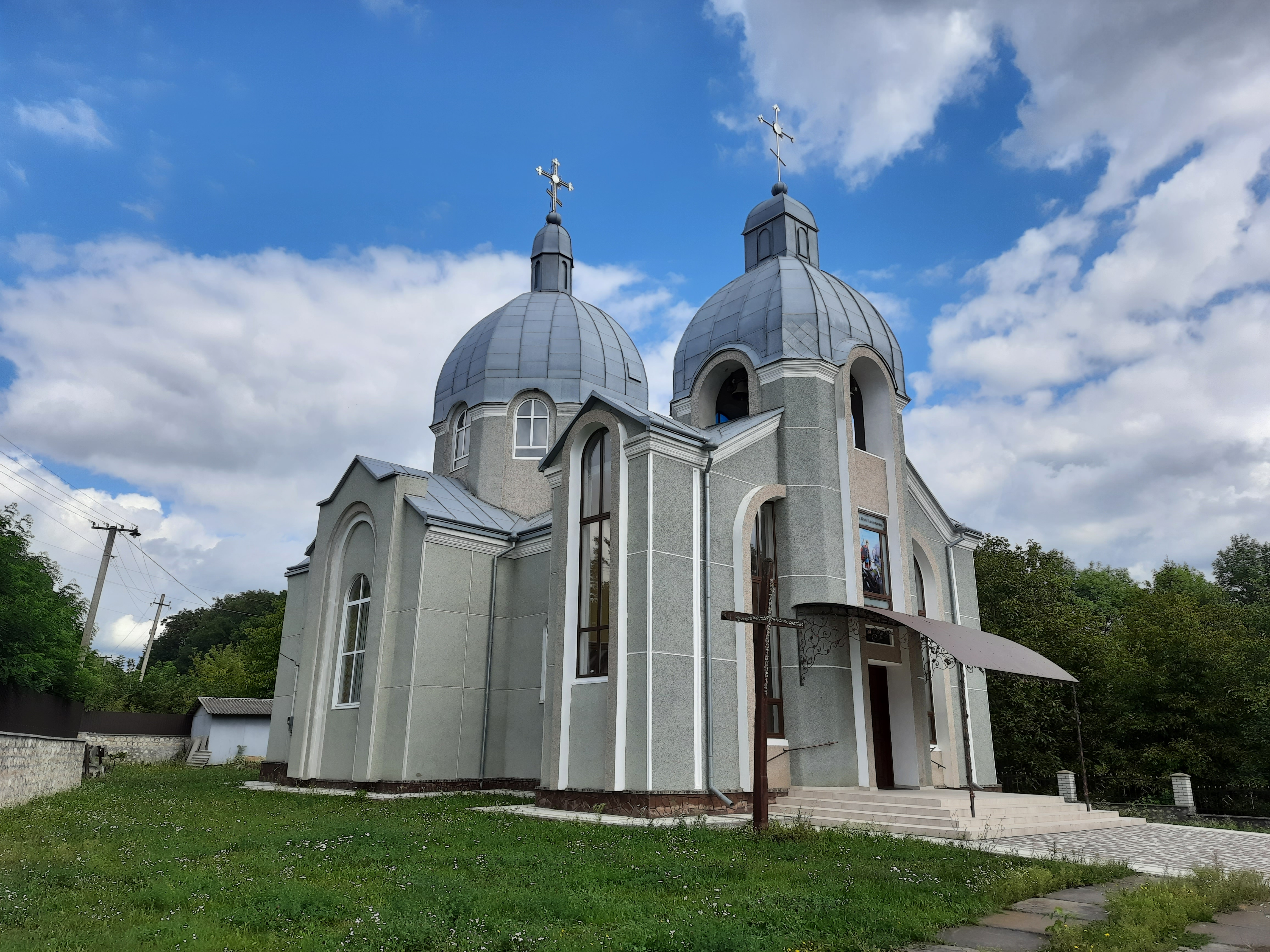
Церква Святого Великомученика Юрія Переможця

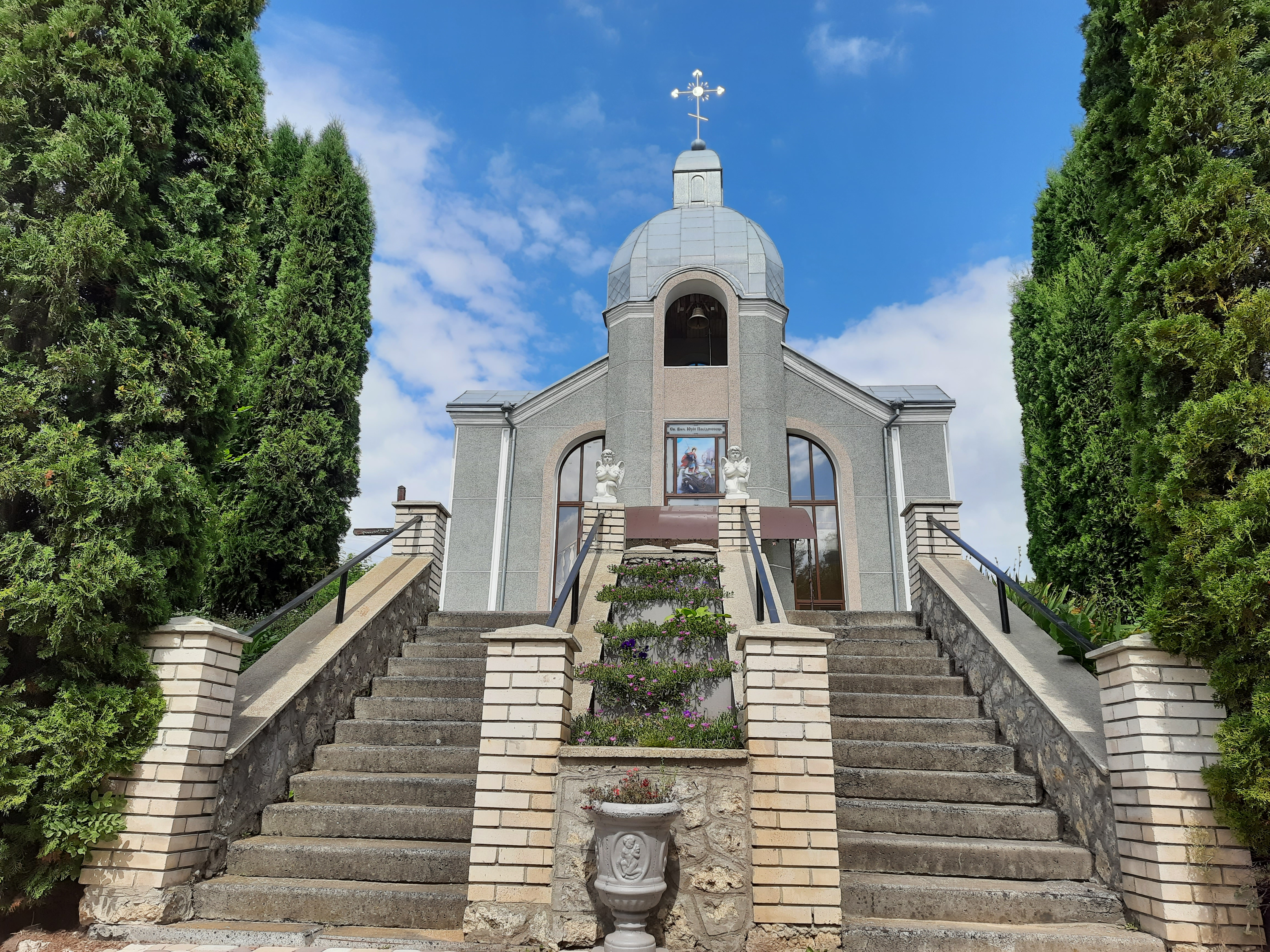
Церква Святого Великомученика Юрія Переможця

Церква Святого Великомученика Юрія Переможця в Іванівці — парафія і храм Підволочиського благочиння Тернопільської єпархії Православної церкви України в селі Іванівка Тернопільського району Тернопільської области.

## Історія церкви
Ідея будівництва нового храму виникла у 1992 році. Наступного року під керівництвом П. Мудрого та за проєктом Михайла Нестриб'яка розпочалося зведення будівлі.
6 травня 2001 року храм було освячено. Іконостас для нього виготовив іконописець М. Косовський.
У селі також споруджено та освячено кілька важливих пам'ятників і хрестів:
- Пам'ятник воїнам-односельцям, полеглим у німецько-радянській війні (1975).
- Пам'ятник Тарасові Шевченку (1993).
- Пам'ятник Борцям за волю України (1998).
- Пам'ятні хрести на честь скасування панщини (1848) та тверезості (1875).
- Могила УСС (1919).

## Парохи
- о. Я. Назаревич (до 2007),
- о. Ігор Саламандра (з 2007).